# Apple iSight

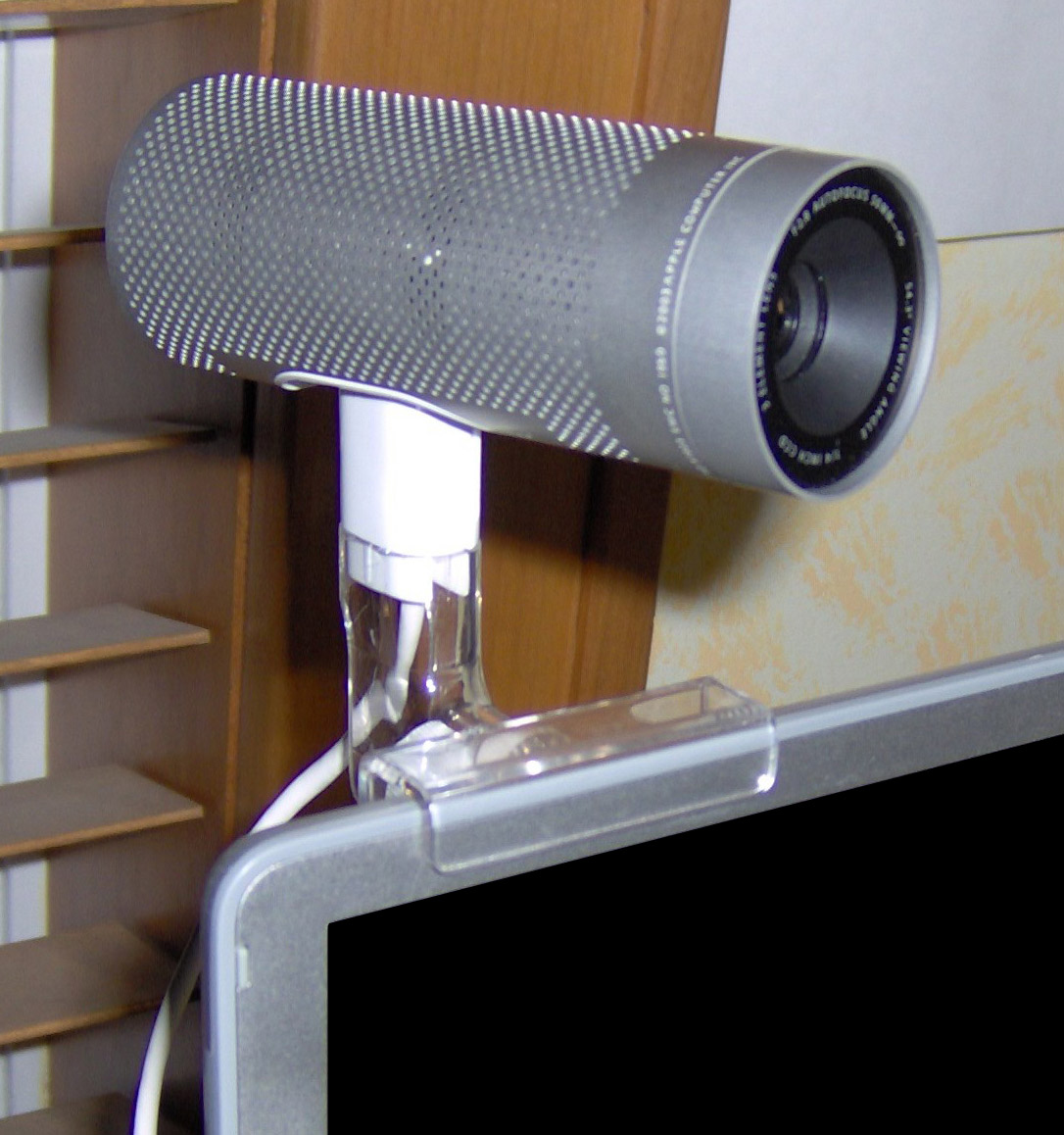
Apple iSight op notebook

De iSight is een webcam van computer- en softwareproducent Apple Inc., de webcam dient op het scherm geplaatst te worden en werkt enkel met Apple Macintosh computers. Later kwam de iSight ook standaard ingebouwd in de iMac, MacBook, MacBook Air, MacBook Pro en Apple LED Cinema Display. Tegenwoordig is de iSight in Macs vervangen door de FaceTime HD-camera en gaan de huidige camera's van de iPhone 4S, iPhone 5, 3e en 4e generatie iPad en de 5e generatie iPod touch door het leven als iSight.

## Specificaties
Systeemvereisten: iChat, Mac OS X 10.2.5 of hoger, een Mac met G3 processor of sneller en een breedband-internetverbinding.
Sensor: 1/4-inch CCD-beeldsensor met een resolutie (VGA) van 640 x 480.
Focus: Automatische scherpstelling van 50 mm tot oneindig.
Beeldsnelheid: Bewegende videobeelden met een snelheid tot 30 beelden per seconde.
In- en Uitvoer: FireWire.
Geluid: Geïntegreerde dual-element microfoon met ruisonderdrukking.